# Marreca-arrebio

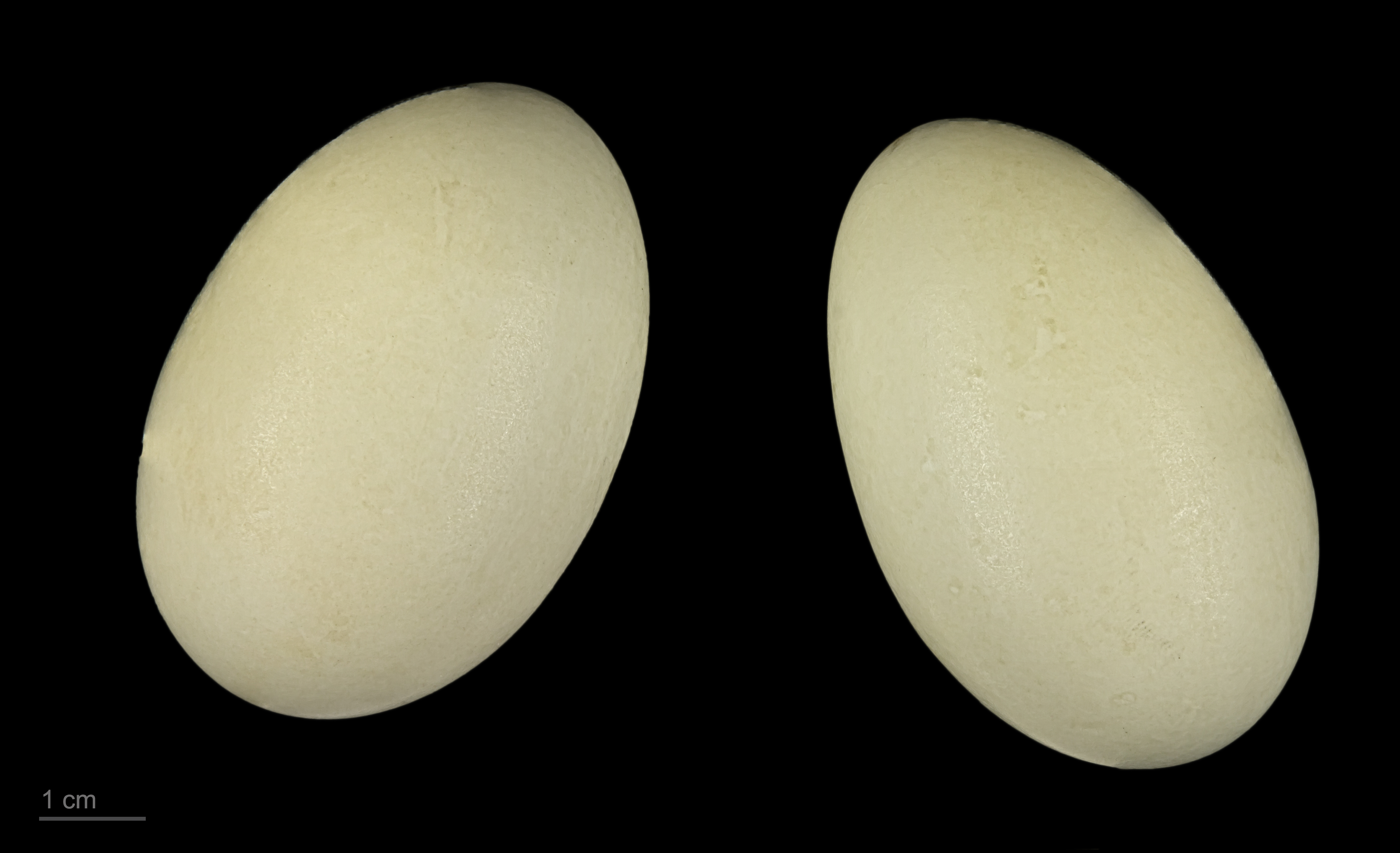
Anas acuta - MHNT

A marreca-arrebio, arrabio, arrabio-comum(Anas acuta) é uma marreca migratória presente no hemisfério norte, mas que por vezes pode ser encontrada na América do Sul.